# Домпјер сир Вел
Домпјер сир Вел (фр. Dompierre-sur-Veyle) је насељено место у Француској у региону Рона-Алпи, у департману Ен (Рона-Алпи).
По подацима из 2011. године у општини је живело 1210 становника, а густина насељености је износила 41,58 становника/km².

## Демографија
| 1962. | 1968. | 1975. | 1982. | 1990. | 2011. |
| ----- | ----- | ----- | ----- | ----- | ----- |
| 705   | 662   | 632   | 745   | 828   | 1.210 |